# Marie-Hélène Lafon
Marie-Hélène Lafon (Aurillac, 1 oktober 1962) is een Franse docent en schrijver. In 2020 ontving zij de Prix Renaudot voor haar roman Histoire du fils (Nederlandse vertaling: Het verhaal van de zoon).

## Biografie
Lafon is opgegroeid in een boerengezin in de vallei van de rivier Santoire, in het departement Cantal, Auvergne. Thuis werd Occitaans gesproken. Ze bezocht de middelbare school Saint-Joseph (onderbouw) en het lycée Présentation Notre-Dame, twee kostscholen met een katholieke signatuur in Saint-Flour.
Op 18-jarige leeftijd vertrok ze naar Parijs om te gaan studeren aan de Universiteit van Parijs-Sorbonne IV. Daar behaalde ze een mastergraad Latijn en een tweedegraads lesbevoegdheid moderne letterkunde. Ze behaalde daarna het Diplôme d'études approfondies (DEA) aan de Universiteit van Parijs III-Sorbonne Nouvelle en promoveerde tot doctor in de letterkunde aan de Universiteit van Parijs VII-Diderot op een proefschrift over Henri Pourrat, een etnoloog en schrijver uit de Auvergne. In 1987 legde ze met goed gevolg het concours d’agrégation de grammaire af. Dit concours verstrekt de bevoegdheid voor het geven van lessen Frans, literatuur en klassieke talen aan de bovenbouw van het voortgezet onderwijs.
Lafon doceert Frans, Latijn en Grieks aan het Collége Saint Exupéry, gelegen aan de Boulevard Arago in Parijs. In 1996, toen zij 34 jaar oud was, begon ze met het schrijven van korte verhalen.
Marie-Hélène Lafon woont in Parijs in de buurt van het Place de la Nation. Ze is vrijgezel en heeft geen kinderen.

## Schrijverschap
Haar eerste roman Le Soir du chien verscheen in 2001 en werd bekroond met de Prix Renaudot des Lycéens. Daarvoor had ze korte verhalen geschreven waarvoor ze geen uitgever kon vinden. De korte verhalen Liturgie, Alphonse en Jeanne verschenen uiteindelijk in 2002, in de verzamelbundel Liturgie.
Een citaat van Lafon over het schrijven van een kort verhaal, op de achterzijde van de verzamelbundel Histoires: "Novelle of roman, roman of novelle, soms weet je het niet, ik weet niet wat ik ga maken of waar het naartoe gaat, […] ik ga vooruit en dan wordt het iets dat ik niet had verwacht, het wordt iets anders, het vormt zich al doende […]". In 2016 ontving Lafon de Prix Goncourt de la novelle voor Histoires.
De Franse regisseur Julie Lopes-Curval verfilmde in 2015 haar boek Annonce. Lafon bezocht de filmset tijdens een draaidag bij een boerderij in Picherande, op 1200 meter hoogte in het besneeuwde landschap van de Puy-de-Dôme. Ze zegt hierover: “In de film zien we veel gebaren, maaltijden, scenes in de veestal, het is een film die laat zien, die belichaamt, dat is zeer in lijn met wat ik met schrijven probeer te doen.”
In 2019 verschijnt Le pays d'en haut. Het boek is gebaseerd op een serie interviews met de Franse schrijver Fabrice Lardreau. In het boek komt naar voren waarom de  Cantal zo’n belangrijke rol speelt in haar boeken. Lafon vertelt dat ze gehecht is aan de bergachtige, vulkanische streek en de mensen die daar wonen. Met de korte zin: "J’en suis de là-haut" ("Ik ben van daarboven") geeft Lafon haar verbondenheid met haar geboortestreek weer.
Op 30 november 2020 ontving Lafon de Prix Renaudot voor haar roman Histoire du fils.

## Masterclass schrijven
In 2017 werd Lafon uitgenodigd door Aleph-Écriture - centre de formation à l’écriture om een masterclass te geven over het thema "Schrijven, een kwestie van stijl?" Van haar optreden zijn zeven korte, Franstalige video’s gemaakt over onderwerpen zoals: tijd en structuur, personen, de schrijfplek.

## Werken in Nederlandse vertaling

#### Het verhaal van de zoon
André, de hoofdpersoon in deze roman, groeit op in het gezin van zijn tante, de zuster van zijn moeder, omdat zijn vader onbekend is. Zijn leven lang voelt André het gemis en Lafon schrijft op een gevoelige en indringende manier over wat dit gemis teweegbrengt. Een enkele poging om contact te krijgen met zijn vader mislukt en pas aan het einde van de roman is het de zoon van André die te weten komt wat er precies heeft plaatsgevonden tijdens de bepalende eerste levensjaren van zijn onbekende grootvader.

#### Het hoge land
Het hoge land is een korte roman over een ongelukkig huwelijk van een boerenechtpaar. Het gezin woont op een grote, afgelegen boerderij aan de Santoire die zij vlak na hun huwelijk hebben gekocht. Het huwelijk is een drama: de man leeft voor zijn werk en vernedert en mishandelt zijn vrouw. Het eerste deel is geschreven vanuit het gezichtspunt van de vrouw die uiteindelijk besluit om bij haar man weg te gaan. Zeven jaar later worden de dramatische ontwikkelingen beschreven vanuit de optiek van de man. Ten slotte wordt 40 jaar later, bij de verkoop van de boerderij, de plek beschreven vanuit het perspectief van een van hun dochters. De roman is mooi geconstrueerd, als een tragedie in drie bedrijven en ingetogen geschreven.

#### Album
Enkele korte vertalen uit de bundel Album, die in 2012 verscheen, zijn door Rokus Hofstede in het Nederlands vertaald. Het betreft: Huizen, Rivieren, Winter en Nacht. Ze worden door Hofstede aangeduid met "prozaminiaturen".

## Werken

#### Romans
- 2001 Le Soir du chien
- 2003 Sur la photo
- 2005 Mo
- 2008 Les Derniers Indiens
- 2008 La Maison Santoire
- 2008 L'Annonce
- 2012 Les Pays
- 2014 Joseph
- 2017 Nos vies
- 2020 Histoire du fils. Nederlandse vertaling: Het verhaal van de zoon. Vertaald door Katelijne De Vuyst. Uitgeverij Vleugels, Bleiswijk, 2020. 144 pag. ISBN 9789493186231
- 2023 Les sources. Nederlandse vertaling: Het hoge land. Vertaald door Katelijne De Vuyst. Uitgeverij Vleugels, Bleiswijk, 2023. 88 pag. ISBN 9789493350007

#### Korte verhalen
- 2002 Liturgie
- 2006 Organes
- 2012 Gordana. Geillustreerd door Nihâl Martli
- 2012 Album [16]
- 2013 Traversée
- 2015 Histoires (Bundeling van eerder verschenen verhalen)

#### Overig werk
- 2015 Chantiers (Essays)
- 2018 Flaubert : pages choisies
- 2019 Le Pays d’en haut. Entretiens avec Fabrice Lardreau